# الجزر الفريزية الغربية
الجزر الفريزية الغربية أو فادن آيلاندن (بالهولندية: Waddeneilanden)
هي سلسلة من الجزر في بحر الشمال على الساحل الهولندي وموازية لبحر فادن.